# Дюселдорф
 Тази статия е за града в Германия.  За административния регион вижте Дюселдорф (регион).  
Дюселдорф (на немски: Düsseldorf) е град в Германия, столица на провинцията Северен Рейн-Вестфалия. Население 588 735 (31 декември 2010 г.). Дюселдорф е голям търговски, промишлен и пристанищен град на р. Рейн. В града са провеждат панаири, изложби и базари на различни стоки.

## Религия
Около 33% от населението на Дюселдорф се определят като католици, около 20% като протестанти (лутерани), а от православните църкви храмове имат Българската, Руската, Украинската, Сръбската, Румънската и Коптската православна църква. Застъпени са още юдеизмът и ислямът.
Българската православна църква има общност под покровителството на свети Георги Победоносец. Председател и енорийски свещеник на българската православна църковна община „Св. Георги Победоносец“ в Дюселдорф (на немски: Bulgarische orthodoxe Kirchengemeinde „Hl. Georgi – der Siegreiche“) е свещеноиконом Антон Търнев.

## Икономика
Дюселдорф е утвърден център на рекламната и модната индустрия. През последните години се утвърждава и като един от големите телекомуникационни центрове на Германия.
От 60-те години на 20 век Дюселдорф развива силни връзки с Япония в икономически и културен аспект. Редица японски банки и корпорации установяват своите европейски централи именно в Дюселдорф, което го превръща в седалище на третата по население японска общност в Европа, след тези в Лондон и Париж.

## Образование
Дюселдорф разполага с няколко университета (Fachhochschule Düsseldorf, Robert-Schumann-Hochschule Düsseldorf, Heinrich-Heine-Universität Düsseldorf), художествена академия и многобройни възможности за магистърски, професионални, международни програми за обучение в чужбина, езикови курсове.

## Спорт
Представителният футболен отбор на града носи името „Фортуна Дюселдорф“ и играе във Втора Бундеслига.

## Транспорт
U79 е трамвайна линия дълга около 30 км и свързваща центровете на Дюселдорф и Дуисбург.

## Побратимени градове
- Айдън, Турция
- Аман, Йордания
- Бургас, България
- Белград, Сърбия
- Варшава, Полша, от 1989
- Кемниц, Германия, Саксония, от 1988
- Лилехамер, Норвегия
- Москва, Русия, от 1992
- Палма де Майорка, Испания
- Пуерто де ла Крус, Испания, от 2003
- Рединг, Великобритания, от 1947/1988
- Тулуза, Франция
- Хайфа Израел, от 1978/1988
- Чикаго, САЩ
- Чунцин, Китай, от 2004

## Известни личности
Родени в Дюселдорф
- Антонис Ремос (р. 1970), гръцки певец
- Юрген Хабермас (р. 1929), философ
- Хайнрих Хайне (1797 – 1856), поет
- Йорг Имендорф (1945 – 2007), художник

Починали в Дюселдорф
- Димитър Фингов (1906 – 1983), архитект

Други личности, свързани с Дюселдорф
- Паул Клее (1879 – 1940), художник, преподава в града през 1931 – 1933